# Pauline Baumann
Constance Amy Pauline Baumann (1899–1977) foi uma artista britânica conhecida como pintora, gravadora e professora.

## Biografia
Pauline Baumann nasceu em Londres e foi um dos seis filhos de um alfaiate da Prússia e da sua esposa inglesa. Baumann frequentou a escola em Wimbledon antes de estudar arte na Saint Martin's School of Art e depois, de 1923 a 1927, no Royal College of Art. Depois de se formar no Royal College, Baumann permaneceu em Londres, onde ocupou vários cargos de ensino, continuando a pintar e a produzir obras através de técnicas de gravura. Entre 1929 e 1968 foi expositora regular na Academia Real Inglesa de Londres e foi membro activo do Senefelder Club que destacava as suas litografias. Ela também expôs na Society of Wood Engravers, no Art Institute of Chicago, na Redfern Gallery e na Artists' International Association. Cambridge Council, Hertford Council e Southwark Heritage possuem exemplos do seu trabalho.